# Café Central
Il Café Central è un tradizionale caffè viennese, sito in Herrengasse, 14, nella Innere Stadt di Vienna. Il caffè occupa il pianterreno del Bank- und Börsengebäude (lo storico Palazzo della Borsa di Vienna e della Banca Nazionale Austriaca), oggi chiamato Palais Ferstel dal nome dell'architetto che lo progettò in stile neorinascimentale toscano.

## Storia

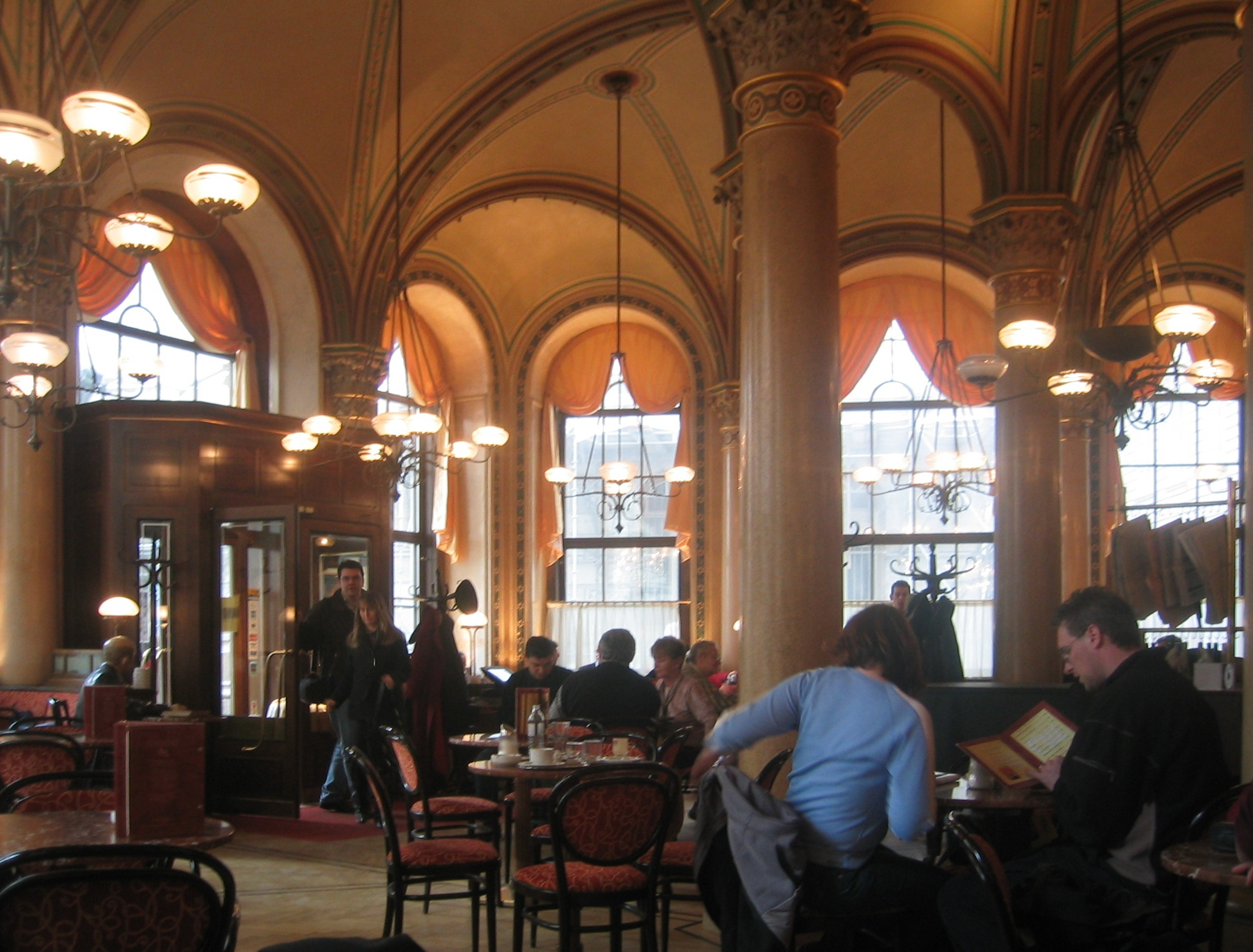
Interno del Café Central

Il caffè fu aperto nel 1876 dai fratelli Pach e alla fine del XIX secolo, anche per la demolizione del Café Griensteidl, divenne uno dei principali luoghi d'incontro della vita intellettuale viennese. Fra gli avventori assidui si possono annoverare fra gli altri Peter Altenberg, Theodor Herzl, Alfred Adler, Hugo von Hofmannsthal, Adolf Loos, Leo Perutz, Alfred Polgar, Leone Trotsky e Sigmund Freud. Nel solo gennaio 1913 Josip Broz Tito, Sigmund Freud, Adolf Hitler, Vladimir Lenin, e Leone Trotsky si sedettero ai tavolini del Café Central.
Il Circolo di Vienna di logici positivisti vi tenne molte riunioni prima e dopo la prima guerra mondiale.
Fino al 1938 il Caffè era chiamato anche Die Schachhochschule ("l'università degli scacchi") a causa dei molti scacchisti che lo frequentavano.
Un noto episodio che riguarda il Central fu quando Viktor Adler obiettò al conte Leopold von Berchtold, ministro degli esteri austroungarico, che la guerra avrebbe provocato la rivoluzione in Russia, anche se non in Austria-Ungheria, ed il ministro rispose: "E chi la farebbe la rivoluzione? Forse il signor Bronstein che siede al Café Central?" riferendosi col suo vero nome a Leone Trotsky che dal 1907 viveva esule a Vienna e giocava regolarmente agli scacchi al Café Central. Un'altra versione attribuisce la risposta al primo ministro austriaco conte Heinrich von Clam-Martinic.

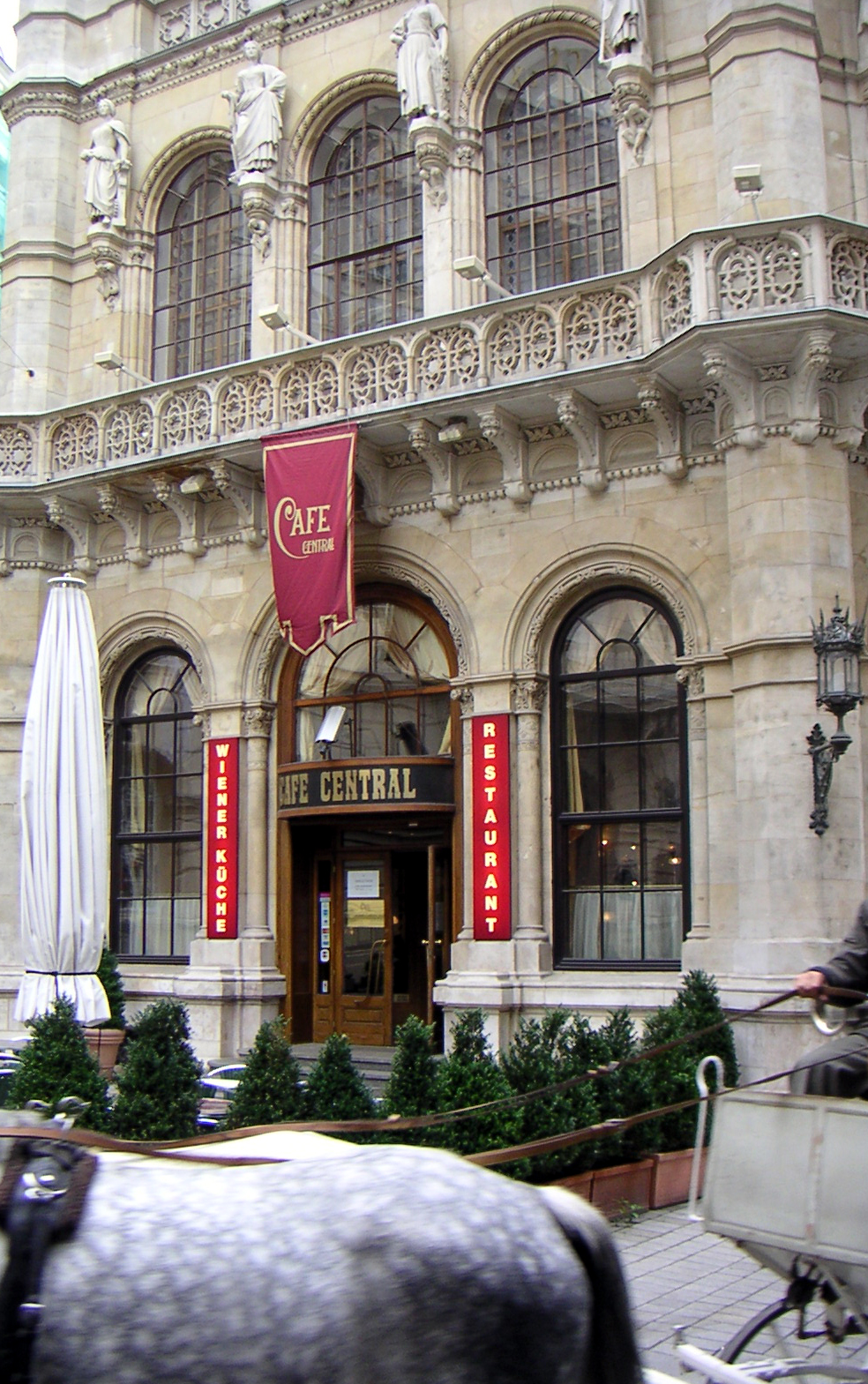
Ingresso principale, su Herrengasse

Il Café Central chiuse alla fine della Seconda Guerra Mondiale. Nel 1975 il Palais Ferstel fu ristrutturato ed il Café Central venne riaperto, sebbene in un'altra parte dell'edificio: non più nella corte interna, ma in quello che era stato il salone di una banca.